# 双魚宮
双魚宮（そうぎょきゅう）は、黄道十二宮の12番目である。うお座。
獣帯の黄経330度から360度までの領域で、だいたい2月19日（雨水）から3月20日（春分）の間まで太陽が留まる（厳密には、太陽通過時期はその年ごとに異なる）。
四大元素の水に関係していて、巨蟹宮・天蝎宮と一緒に水のサインに分類される。対極のサインは処女宮である。

## 双魚宮のデータ
- アストロロジカルシンボル -
- ゾディアックシンボル - リボンで結ばれた双魚
- 標準的な期間 - 2月19日-3月20日
- 2区分 - 女性
- 3区分 - 変通
- 4区分 - 水
- 居住の座 - 木星・海王星。海王星の発見により、木星は双魚宮の副守護星になった。
- 高揚の座 - 金星
- 障害の座 - 水星
- 転落の座 - 水星

## 符号位置
| 記号 | Unicode | JIS X 0213 | 文字参照         | 名称   |
| ---- | ------- | ---------- | ---------------- | ------ |
| ♓   | U+2653  |            | &#x2653; &#9811; | PISCES |